# Охота на оленя
Охота на оленя — кооперативная симметричная игра из теории игр, описывающая конфликт между личными интересами и общественными интересами.
Игра была впервые описана Жан-Жаком Руссо в 1755 году:

Если охотились на оленя, то каждый понимал, что для этого он обязан оставаться на своем посту; но если вблизи кого-либо из охотников пробегал заяц, то не приходилось сомневаться, что этот охотник без зазрения совести пустится за ним вдогонку и, настигнув добычу, весьма мало будет сокрушаться о том, что таким образом лишил добычи своих товарищей.— Ж. Ж. Руссо. Рассуждение о происхождении и основаниях неравенства между людьми // Трактаты / Пер. с франц. А. Хаютина. — М.: Наука, 1969. — С. 75.